# Nystalea cucullia
Nystalea cucullia är en fjärilsart som beskrevs av Felder 1874. Nystalea cucullia ingår i släktet Nystalea och familjen tandspinnare. Inga underarter finns listade i Catalogue of Life.